# 雄州 (后周)
雄州，中国五代十国时设置的州。
后周显德六年（959年）北伐契丹收复关南地于瓦桥关置雄州，治所在归义县（北宋改名归信县，即今雄县）。宋朝时，辖境相当今河北省雄县、容城县地。属河北东路。金朝时，属中都路。元太宗十一年（1239年）割雄州3县属顺天路。至元十年（1273年）改属大都路。元朝时，后改属保定路。明朝洪武七年（1374年）降为雄县。属保定府。